# Zamojski
Zamojski là một huyện thuộc tỉnh Lubelskie của Ba Lan. Huyện có diện tích 1870 km². Đến ngày 1 tháng 1 năm 2011, dân số của huyện là 108899 người và mật độ 58 người/km².